# إيلينا كونتي
إيلينا كونتي (بالإيطالية: Elena Conti)‏ هي أستاذة جامعية إيطالية، ولدت في 14 فبراير 1967 في فاريزي في إيطاليا.